# 霧谷-喬治·華盛頓大學站
霧谷-喬治·華盛頓大學站（英語：Foggy Bottom–GWU station）是美國華盛頓特區西北区雾谷社区的華盛頓地鐵車站，1977年7月1日啟用，由華盛頓都會區交通局營運，有藍線、銀線和橙線停靠，車站位於I街喬治華盛頓大學校園內。此站是該3條路線離開華盛頓特區下穿波多馬克河到維珍尼亞州以前最後一站。

## 車站結構
| G        | 街道層             | 出入口                                                                       |
| M        | 夾層               | 單向閘機、售票機、車站詢問處                                                 |
| P 月台層 | 西行               | 往法蘭克尼亞-春田（羅斯林） · 往維也納（羅斯林） · 往威勒-雷斯頓東（羅斯林） |
| P 月台層 | 島式月台，左側開門 |                                                                              |
| P 月台層 | 東行               | 往拉戈鎮中心（法拉格特西） · 往新卡羅頓（法拉格特西）                        |

## 外部連結
- WMATA: Foggy Bottom–GWU Station （页面存档备份，存于）
- StationMasters Online: Foggy Bottom–GWU Station
- The Schumin Web Transit Center: Foggy Bottom–GWU Station
- 23rd Street entrance from Google Maps Street View